# American Caesar
American Caesar é o décimo primeiro disco solo de Iggy Pop lançado em 1993. Depois do sucesso de Brick by Brick, Iggy optou por continuar compondo músicas com os mesmos temas mas com a parte instrumental mais agressiva. O álbum é considerado um de seus mais fortes da década de 90. Foram feitos videoclipes para as músicas "Wild America" e "beside you". O disco conta com o cover de uma música famosa dos anos 60, "Louie Louie", original do The Kingsmen.
O disco não teve o mesmo sucesso comercial do seu predecessor, mas rendeu boas vendas no Reino Unido e nos Estados Unidos.

## Faixas
| N.º | Título                 | Compositor(es)         | Duração |  |
| 1.  | "Character"            | Pop, Eric Schermerhorn | 1:07    |  |
| 2.  | "Wild America"         | Pop, Schermerhorn      | 5:52    |  |
| 3.  | "Mixin' the Colors"    | Pop                    | 4:49    |  |
| 4.  | "Jealousy"             | Pop                    | 6:04    |  |
| 5.  | "Hate"                 | Pop                    | 6:56    |  |
| 6.  | "It's Our Love"        | Pop                    | 4:09    |  |
| 7.  | "Plastic & Concrete"   | Pop                    | 2:55    |  |
| 8.  | "Fuckin' Alone"        | Pop, Schermerhorn      | 4:56    |  |
| 9.  | "Highway Song"         | Pop                    | 3:44    |  |
| 10. | "Beside You"           | Pop, Steve Jones       | 4:29    |  |
| 11. | "Sickness"             | Pop                    | 3:15    |  |
| 12. | "Boogie Boy"           | Pop                    | 4:53    |  |
| 13. | "Perforation Problems" | Pop                    | 3:15    |  |
| 14. | "Social Life"          | Pop                    | 4:12    |  |
| 15. | "Louie Louie"          | Richard Berry          | 3:47    |  |
| 16. | "Caesar"               | Pop                    | 7:09    |  |
| 17. | "Girls of N.Y."        | Pop, Schermerhorn      | 4:15    |  |

## Lado B e versões alternativas
- "Les Amants" (com participação de Les Rita Mitsouko; lado B do single "Beside You") - 5:16
- "Louie Louie" (ao vivo; Lado B do single "Beside You") - 5:32
- "Beside You" (Versão acústica; Lado B do single "Beside You") - 3:52
- "Evil California" (com participação de Annie Ross & The Low Note Quintet; Lado B do single "Beside You")
- "Home" (ao vivo no Feile Festival Summer 1993; Lado B do single "Beside You") - 4:10
- "Mixin' The Colours" (versão em espanhol;Lado B do single "Louie Louie" ) - 4:10
- "Wild America" (versão radiofônica)
- "Credit Card" (lado B do single "Wild America") - 2:25
- "Come Back Tomorrow" (lado B do single "Wild America") - 5:08
- "My Angel" (lado B do single "Wild America") - 4:10

## Créditos
- Iggy Pop - guitarra, vocais
- Eric Schermerhorn - guitarra
- Malcolm Burn - guitarra, teclado, harmonica
- Hal Cragin - baixo
- Larry Mullins - bateria, percussão
- Jay Joyce - guitarra em "Wild America" e "Mixin' The Colours"
- Bill Dillon - guitarra em "Mixin' The Colours"
- Darryl Johnson - percussão em "Mixin' The Colours"
- Henry Rollins - backing vocals em "Wild America"
- Katell Keineg - backing vocals em "Mixin' The Colours"
- Lisa Germano - backing vocals em "Beside You"